# Paulina Seidenbeutel-Karbowska
Paulina Seidenbeutel-Karbowska (ur. 29 lipca 1882 w Warszawie, zm. 5 grudnia 1941 tamże) – polska lekarka i pianistka pochodzenia żydowskiego.

## Życiorys
Studiowała na Uniwersytecie Ludwika i Maksymiliana w Monachium oraz Uniwersytecie Zuryskim. Dyplom lekarski otrzymała w 1909 na podstawie dysertacji Ein Fall von Retention foetaler Knochen im Uterus, który następnie nostryfikowała na Kazańskim Uniwersytecie Państwowym. Praktykowała w Warszawie i Rosji. W okresie międzywojennym była lekarką Warszawskiej Filharmonii. W 1939 pracowała w Czerwonym Krzyżu.
Podczas II wojny światowej została przesiedlona do getta warszawskiego, gdzie zmarła na tyfus. Pochowana jest na cmentarzu żydowskim przy ulicy Okopowej w Warszawie.

## Życie prywatne
Jej mężem był Bronisław Karbowski (1884–1940), z którym miała syna Kazimierza (1925-2012).